# Buslijn 55 (Amsterdam)
Buslijn 55 zijn twee voormalige door het GVB geëxploiteerde buslijnen. De laatste lijn was die van 3 maart 2019 tot 12 december 2020 Station Zuid met Amstelveen Westwijk verbond, tijdens de verbouwing van de Amsteltram. Het was de tweede buslijn met dit nummer. De eerste lijn 55 reed van 29 september 1968 tot en met 12 oktober 1980 als voorloper van de metro naar de Bijlmermeer en was een van de zwaarste buslijnen van Amsterdam. Daarnaast bestonden twee pendellijnen 55P.

## Geschiedenis

### Lijn 55 I

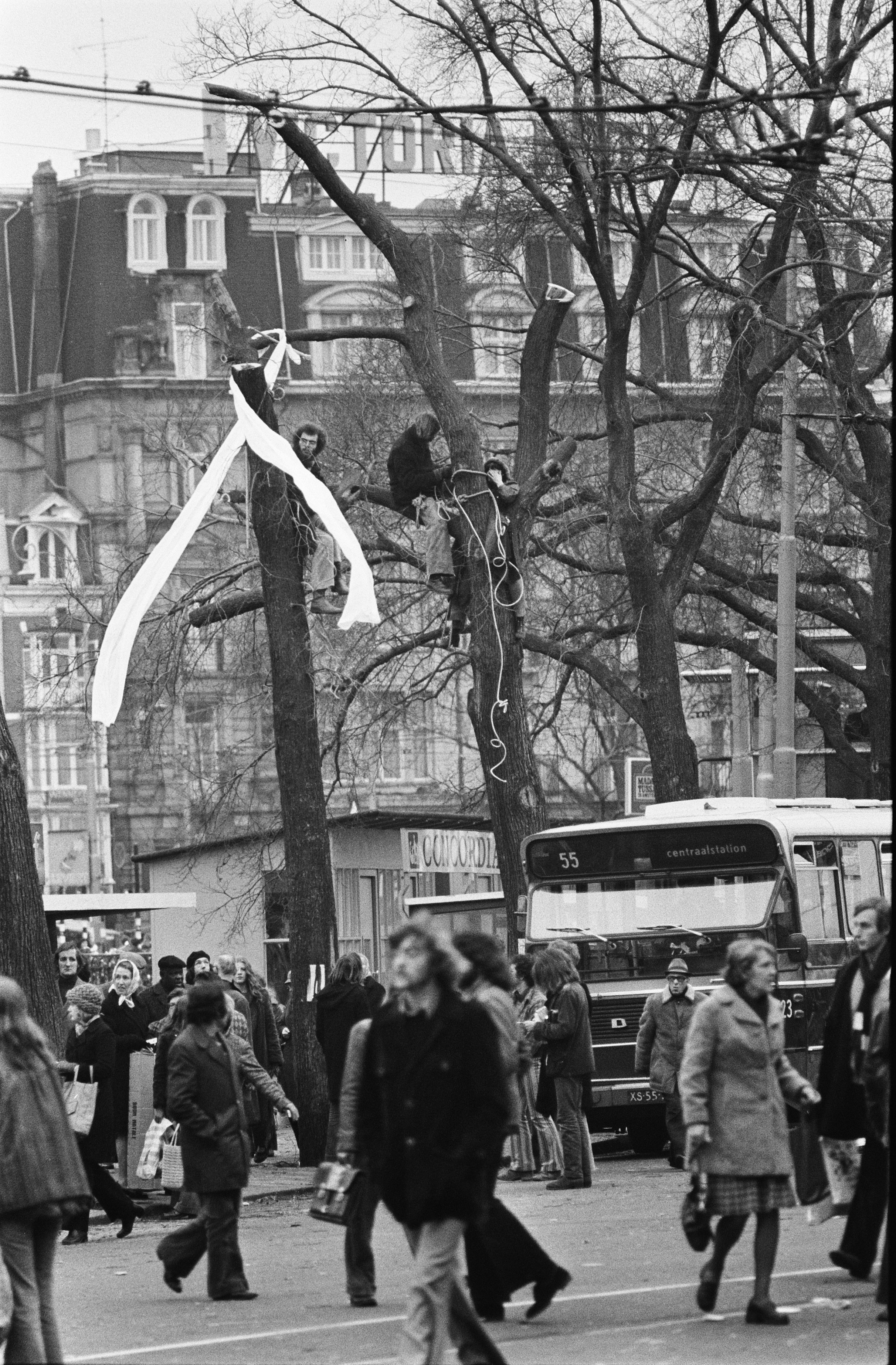
Bus 423 op lijn 55 op het Stationsplein in 1974

Het begon echter bescheiden. Op 29 september 1968 kreeg de Bijlmer een eerste echte busverbinding in de vorm van lijn 55. Feitelijk was het geen nieuwe lijn maar een verlenging van een aantal diensten van de toenmalige buslijn 5. Deze lijn was op 24 mei 1965 ingesteld ter vervanging van tramlijn 5 maar reed in tegenstelling tot de tramlijn op alle exploitatie-uren en niet alleen in de spitsuren. Al na korte tijd werd de lijn verlegd via de Afrikaanderbuurt, waarmee deze buurt na ruim twintig jaar eindelijk weer een openbaar vervoer-verbinding kreeg.
Omdat lijn 5 via de Afrikaanderbuurt reed en men de lijn naar de Bijlmermeer deze omweg niet wilden laten maken kreeg de lijn toch een eigen lijnnummer. Lijn 55 reed in een halfuurdienst van de Flierbosdreef bij Hoogoord en de Bijlmerdreef via de Gooisehulpweg, Duivendrechtsebrug, Amstelstation, Wibautstraat, Weesperstraat, Jodenbreestraat en Geldersekade naar het Centraal Station. Tot 1973 mocht het Prins Bernhardplein richting centrum niet bereden worden en moest worden omgereden via het tunneltje onder de Gooiseweg, wat veel vertraging gaf.

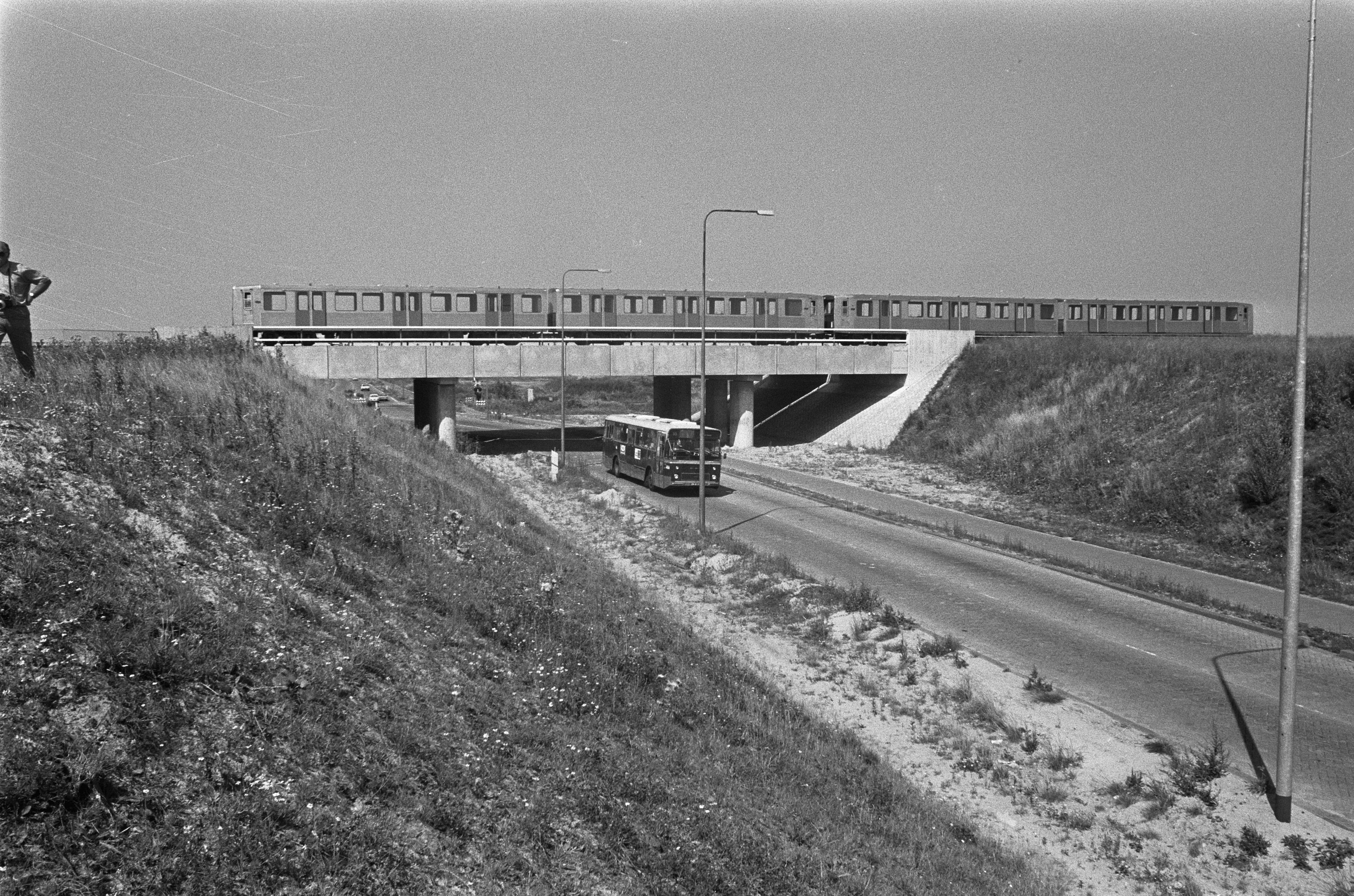
Bus 466 op Gooise Hulpweg in 1973

Met de Bijlmer breidde ook lijn 55 zich uit. Vanaf 10 augustus 1969 werd het Bijlmerplein, bij het Aanloopcentrum de enige halte op verlaagd niveau, het beginpunt en reed de bus een rondje langs de Bijlmerdreef, Groesbeekdreef, Karspeldreef en Flierbosdreef, alvorens de Gooiseweg (vanaf 23 april 1971 een echte snelweg) op te gaan. Op 14 juni 1970 kreeg lijn 55 versterking van lijn 56. Naarmate er meer nieuwe flats werden opgeleverd steeg de frequentie. In 1971-'72 reden er in de spits sneldiensten tussen de Bijlmermeer en het Mr. Visserplein die vanaf 1972-'73 de gehele route reden en in de gewone dienstregeling werden geïntegreerd.

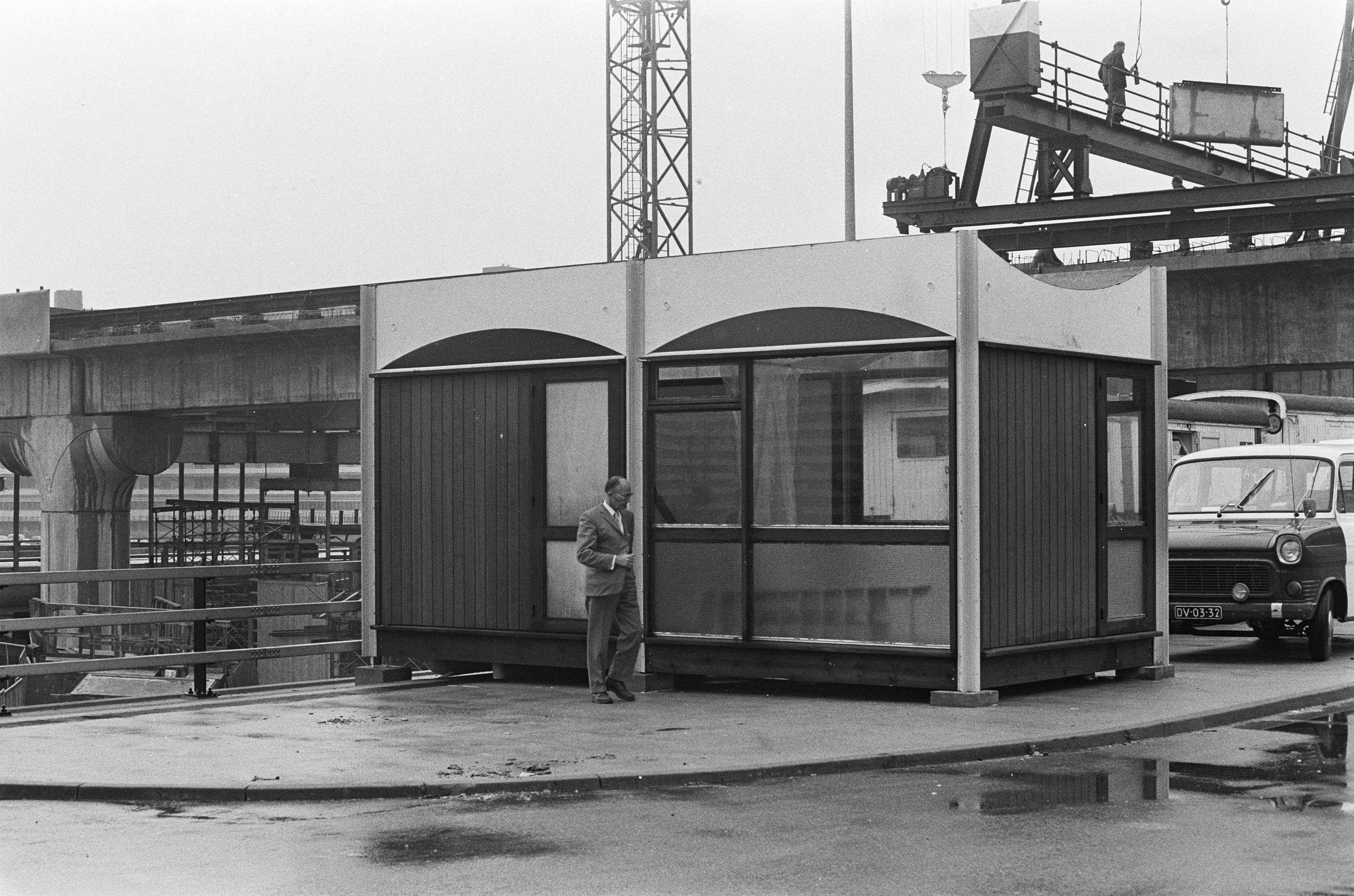
Eindpunt Kraaiennest in 1973

Op 30 september 1973 werd het eindpunt Kraaiennest ingesteld, hier kreeg niet alleen lijn 55, maar ook de lijnen 56 en 58 hun eindpunt. De route voerde van hier via de Karspeldreef, Flierbosdreef en Bijlmerdreef naar de Gooiseweg. Gelijktijdig werd een spitslijn 46 ingesteld tussen het Industriegebied Overamstel en het Centraal Station, die tussen het Amstelstation en het Centraal Station via de route van lijn 55 reed.
In deze jaren reden op lijn 55 in de spitsuren ongeveer 25 bussen met een frequentie van 2 à 3 minuten (in de spitsrichting dan, in de tegenspitsrichting reden er minder). De reistijd kon van dag tot dag flink verschillen omdat de bussen regelmatig in de file kwamen vast te staan, vooral op de Rozenburglaan, rond de Duivendrechtsebrug en op de slecht bestrate serpetineachtige Gooisehulpweg. Ook gaf de route door de Nieuwmarktbuurt, waar de metro in aanleg was, met als gevolg wegomleggingen en vreemde bochten, veel vertraging. In de zomer van 1977 werd buslijn 5 enkele keren door personeelsgebrek tijdelijk opgeheven en reed lijn 55 tot ongenoegen van de passagiers tijdelijk het ommetje via de Afrikaanderbuurt.
Op 16 oktober 1977 werd de lijn door de komst van de metro ingekort tot het traject Weesperplein – Centraal Station, in aansluiting op de metro. De aanvankelijke lus door de Plantage werd al snel vervangen door een route in beide richtingen door de Weesperstraat. Daar de bussen op het Weesperplein niet konden keren werd leeg doorgereden naar de Eerste Oosterparkstraat, waar wel kon worden gekeerd, en vandaar weer leeg naar het Weesperplein.
Vanaf 2 januari 1978 werd lijn 55 exploitatief gekoppeld met de lijnen 5 en 46, waarbij een bus steeds één rit reed op lijn 5 en twee ritten op lijn 55, met in de spits ook ritten op lijn 46. Vanaf de zomer 1978 werd de frequentie op lijn 55 door het tegenvallende aantal overstappende metropassagiers verlaagd en werd om en om met lijn 5 gereden waarbij lijn 55 feitelijk een kort-traject-dienst van lijn 5 was. Lijn 5 werd op 2 oktober 1978 vernummerd in lijn 56 in verband met de instelling van tramlijn 5 in december dat jaar. De chauffeurs op de gecombineerde lijn hoefden ook niet meer zoveel de lijnfilm door te draaien.
Op 12 oktober 1980 reed lijn 55 voor het laatst en werd vervangen door de verlenging van de metro naar het Centraal Station.

### Lijn 55P I
In de zomer van 2001 werd in opdracht van Rijkswaterstaat een pendelbuslijn 55 ingesteld tussen station Sloterdijk en de Oceanenbuurt. Dit ten behoeve van automobilisten die door de werkzaamheden aan de Ringweg A10 niet van de auto gebruik konden maken. Deze lijn 55 reed vanuit de hoofdgarage West.

### Lijn 55P II
In de hoogzomer van 2009 was de Amstelveenlijn in verband met werkzaamheden aan de Zuidas tijdelijk opgeheven. Een pendelbuslijn 55 reed ter vervanging met gelede bussen tussen Station Zuid en Amstelveen Westwijk. Hierbij werd tussen Station Zuid en Amstelveen Centrum non-stop gereden omdat op de Beneluxbaan geen geschikte halteplaatsen mogelijk waren. Ook het verdere traject werd niet via de Beneluxbaan gereden maar door aangrenzende straten waarbij op reguliere bushaltes werd gestopt.
Van 20 tot en met 28 juli 2013 werd de Amstelveenlijn wederom tijdelijk opgeheven in verband met werkzaamheden aan de Noord/Zuidlijn bij Station Zuid en reed Lijn 55 reed weer volgens dezelfde route. Van 6 tot en met 25 juli 2014 was dit wederom het geval maar reed lijn 55 van Station Zuid via Station RAI en de Amsteldijk door naar het Amstelstation. Ook van 28 juni 2015 tot en met het einde zomerdienst reed deze busdienst weer.

### Lijn 55 II

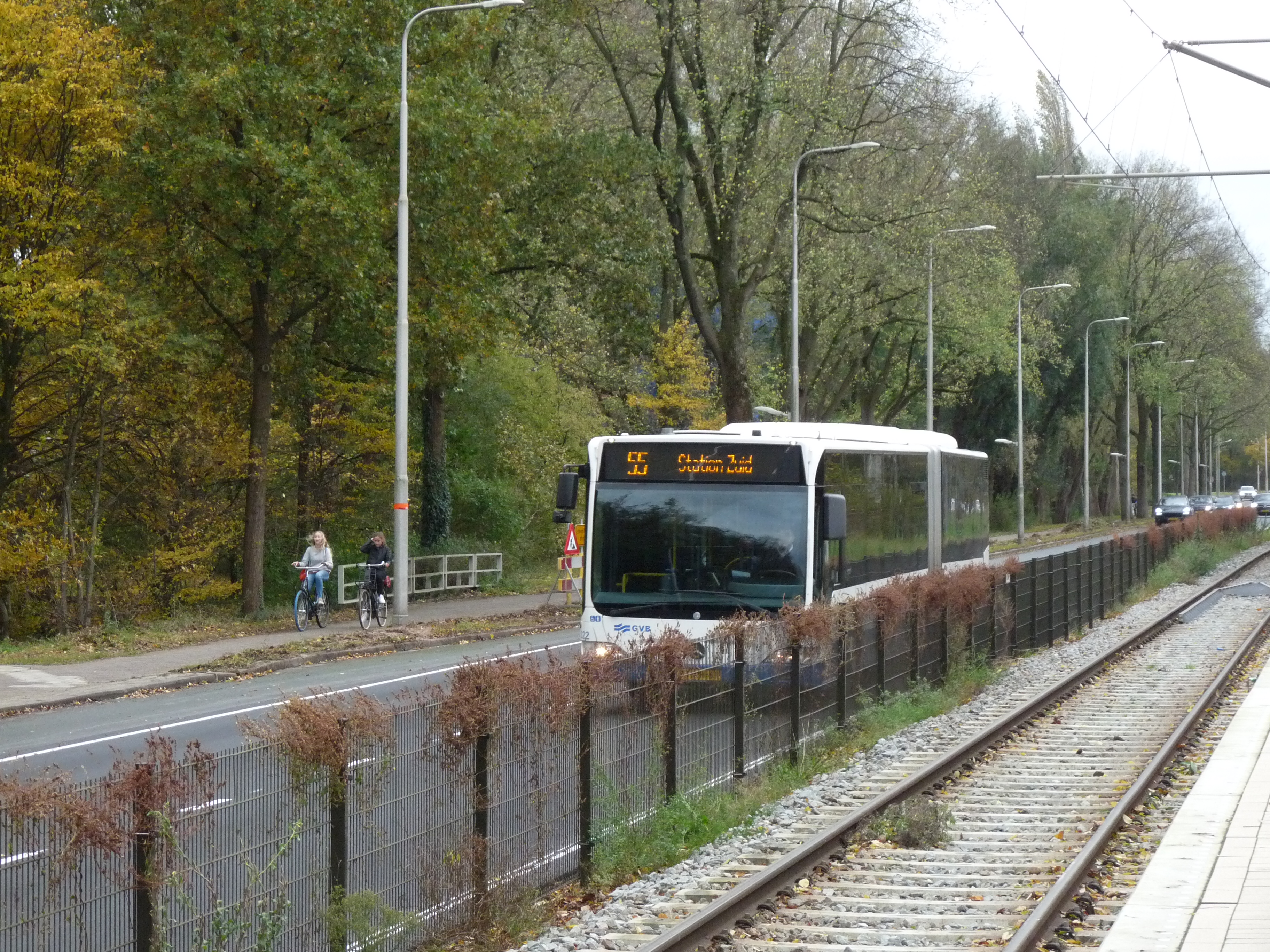
Bus 322 op pendelbuslijn 55 in 2020

Sinds 3 maart 2019, toen lijn 51 wegens werkzaamheden aan de trambaan niet meer naar Amstelveen kon rijden en werd verlegd naar de Isolatorweg, ging er weer een buslijn 55 rijden. Nu als reguliere buslijn totdat de Amstelveenlijn was verbouwd van sneltramlijn naar gewone tramlijn (Amsteltram) en dat duurde tot 12 december 2020. De route was langs de Buitenveldertselaan en Beneluxbaan. Behalve een halte bij de VU, reed de bus non-stop. Vanaf de Oranjebaan werd gereden langs het Bankrashof, Groenelaan en Middenhoven naar de voormalige sneltramhalte Sacharovlaan. Het voormalige eindpunt Westwijk werd hierbij niet aangedaan. Hiervoor was er een aanvullende buslijn 551 van Westwijk naar het Ziekenhuis Amstelland, die werd gereden door Connexxion.